# Lamenia flavescens
Lamenia flavescens är en insektsart som beskrevs av Melichar 1914. Lamenia flavescens ingår i släktet Lamenia och familjen Derbidae. Inga underarter finns listade i Catalogue of Life.